# Vĩ gié Vân Nam
Vĩ gié Vân Nam (danh pháp khoa học: Stachyurus yunnanensis) là một loài thực vật có hoa trong họ Stachyuraceae. Loài này được Franch. miêu tả khoa học đầu tiên năm 1898.